# Georges V de Hanovre
Georges V, né le 27 mai 1819 à Berlin et mort le 12 juin 1878 à Paris, est roi de Hanovre du 18 novembre 1851 au 20 septembre 1866, date de sa déposition, duc de Brunswick-Lüneburg, comte d'Armagh (pairie d'Irlande) et duc de Cumberland et Teviotdale (pairie de Grande-Bretagne).
L'électeur Georges-Louis de Hanovre a succédé à la reine Anne Ire de Grande-Bretagne en 1714 en vertu de l'Acte d'établissement de 1701 qui confie le trône britannique au plus proche parent protestant de la souveraine. Cinquante-sept princes et princesses catholiques ont été ainsi évincés et c'est la cinquante-huitième, la princesse Sophie de Palatinat, veuve de l'électeur de Hanovre, qui devient héritière du trône britannique. La succession au trône de l'électorat de Hanovre est régie par la loi salique laquelle ne s'applique pas au Royaume-Uni.
Aussi, quand en 1837 meurt le roi Guillaume IV qui n'a plus de descendants directs, la couronne du Royaume-Uni revient à sa nièce la jeune princesse Victoria tandis que le Hanovre (devenu royaume en 1814) revient au frère du roi, le duc de Cumberland qui règne sous le nom d'Ernest-Auguste Ier.  
Cousin germain de la reine Victoria, né la même année qu'elle, il hérite du trône de Hanovre en raison de la loi salique encore en vigueur dans les États allemands. Il succède à son père Ernest-Auguste Ier en 1851. Il est le dernier roi de Hanovre. En 1866, il perd son trône après l'annexion du royaume de Hanovre par la Prusse à la suite de la guerre austro-prussienne.

## Biographie

### Famille et jeunesse
Il est l'unique fils du roi Ernest-Auguste Ier de Hanovre et de Frédérique de Mecklembourg-Strelitz (sœur de la reine Louise de Prusse)
Son père ayant été nommé gouverneur de Hanovre, le prince Georges-Frédéric passe son enfance à Berlin et en Grande-Bretagne. À la suite d'une maladie infantile puis d'un accident durant son adolescence, Georges-Frédéric de Hanovre est atteint de cécité en 1833 à l'âge de 14 ans. Le 18 août 1835, son oncle, Guillaume IV du Royaume-Uni le fait chevalier de la Jarretière.
Le royaume de Hanovre étant régi par la loi salique tandis que le Royaume-Uni ne l'est pas, ses parents espèrent le marier à sa cousine la future reine Victoria ce qui aurait permis de conserver l'union des deux royaumes mais la cécité du jeune prince rend ces projets caducs.
La nièce du roi défunt, la reine Victoria accède au trône du Royaume-Uni tandis que le frère du roi, Ernest-Auguste, duc de Cumberland  hérite du trône de Hanovre et règne sous le nom d'Ernest-Auguste Ier. Le prince Georges-Frédéric, âgé de 18 ans, devient alors prince héritier de Hanovre.
Descendant de George III, il demeure malgré tout membre de la famille royale britannique, il est l'héritier en second de la reine Victoria jusqu'à la naissance de la princesse royale Victoria le 21 novembre 1840.
Néanmoins atteint de cécité depuis l'âge de 14 ans, il y a des doutes concernant ses aptitudes à régner.

### Mariage

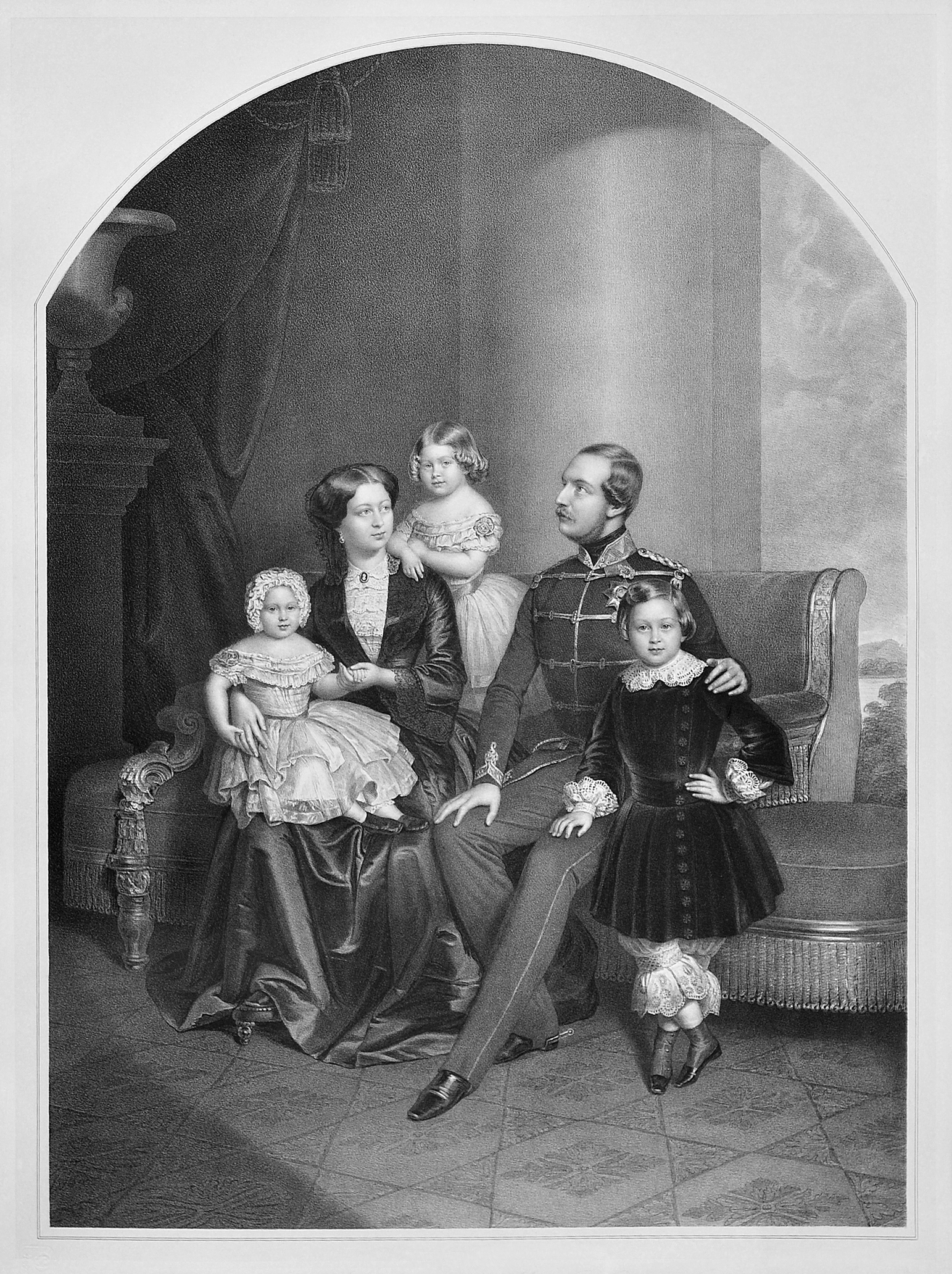
Georges V avec sa femme Marie de Saxe-Altenbourg et ses trois enfants

Devenu prince héritier de Hanovre en 1837, c'est dans ce pays qu'il épouse le 18 février 1843 Marie de Saxe-Altenbourg (1818-1907), fille du duc Joseph de Saxe-Altenbourg et d'Amélie de Wurtemberg.
De cette union naissent :
- Ernest-Auguste (1845-1923) qui épouse en 1878 Thyra de Danemark 1853-1933  ;
- Frederika (1848-1926) (1848-1926), qui épouse en 1880 Alphonse, baron de Pawel-Rammingen ;
- Marie (1849-1904), sans alliance.

### Roi de Hanovre

Les annexions prussiennes en Allemagne à la suite du traité de Prague.

Le prince Georges-Frédéric accède au trône de Hanovre lors du décès d'Ernest-Auguste Ier de Hanovre le 18 novembre 1851.

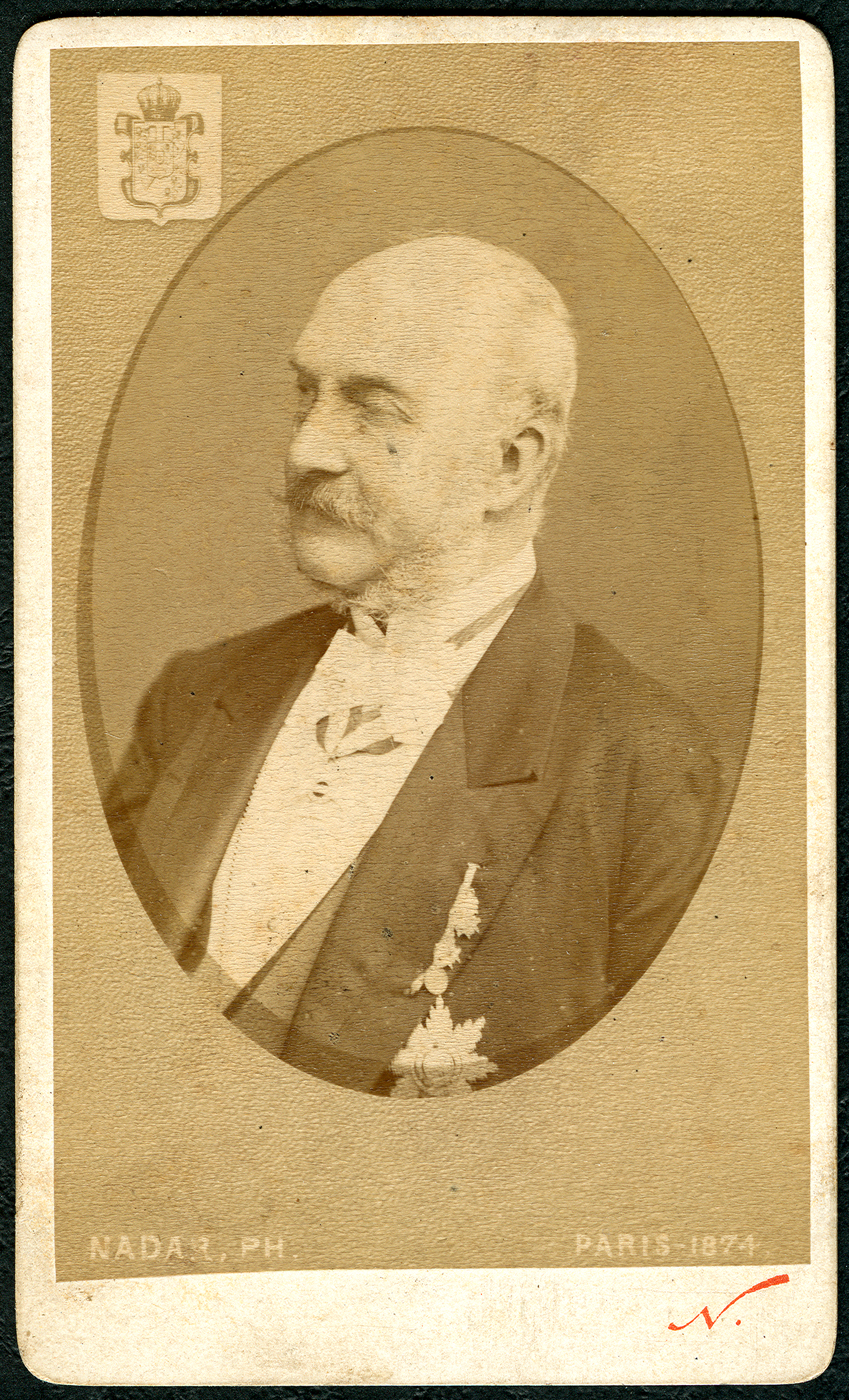
Carte de visite du roi en exil, photo prise par Nadar 1874 à Paris.

De son père et de son oncle maternel, le prince Charles-Frédéric de Mecklembourg-Strelitz, frère de la reine Louise de Prusse, icône de la résistance prussienne, un des hommes les plus influents à la Cour de Prusse, Georges V de Hanovre apprend et adopte une position élevée et autocratique d'altesse royale.
Pendant son règne d'une durée de quinze ans, Georges V de Hanovre s'engage fréquemment dans des conflits avec le Parlement de Hanovre.
Membre de la Confédération allemande, en juin 1866, la guerre austro-prussienne le trouve allié de l'Autriche contre la Prusse. Georges V soutient militairement l'Autriche alors que le Parlement préconisait de respecter la demande prussienne de neutralité.
L'armée prussienne envahit le Hanovre. L'armée hanovrienne, bien que victorieuse à Langensalza les 27 et 28 juin, est épuisée et encerclée par les troupes prussiennes, et se rend le 29 juin 1866.
Georges V et sa famille prennent la fuite et se réfugient en Autriche. La Prusse annexe le Hanovre le 20 septembre 1866.
Georges V de Hanovre ne renonce jamais à ses droits au trône de Hanovre et ne reconnait jamais l'annexion de son royaume par la Prusse. De son exil au château Cumberland à Gmunden en Autriche, Georges V de Hanovre lança en vain des demandes d'intervention des grandes puissances européennes.
Entre le 8 juin 1867 et le 9 avril 1868, il finance un journal parisien, La Situation, afin de disposer d'un organe officieux auprès de l'opinion française. Cette éphémère feuille anti-prussienne a Antoine Grenier pour rédacteur en chef.
Georges V montre un vif intérêt pour la méthode et les théories du chanteur et pédagogue français François Delsarte, auprès duquel il envoie se former  en 1861 Mlle Ubrich, chanteuse à la cour de Hanovre. Il entretient une relation épistolaire avec Delsarte jusqu'à la mort de ce dernier en 1870, et lui fait remettre en 1861 la « Médaille des Arts et des Sciences », puis la « Grande médaille d’honneur en or ».
Georges V de Hanovre meurt à Paris le 12 juin 1878, il est inhumé en la chapelle Saint-Georges à Windsor.

## Généalogie
Georges V de Hanovre appartient à la Maison de Hanovre issue de la Maison de Brunswick (Brunswick-Lüneburg), elle-même issue de la Maison d'Este descendante des ducs de Toscane.
Georges V de Hanovre est l'ascendant de l'actuel chef de la Maison royale de Hanovre, le prince Ernest-Auguste de Hanovre (Ernest-Auguste V de Hanovre).